# Guitar Hero: Aerosmith
Guitar Hero: Aerosmith è un videogioco musicale sviluppato da Neversoft e pubblicato da parte di Activision per PlayStation 2, PlayStation 3, Xbox 360, Wii, PC e macOS. È caratterizzato da un controller speciale a forma di chitarra. Il gioco è incentrato sul famoso gruppo Aerosmith.

## Sviluppo
Durante l'implementazione di Same Old Song and Dance in Guitar Hero III: Legends of Rock, i programmatori si accorsero che la qualità della reinterpretazione da loro inserita era piuttosto bassa; perciò decisero di contattare gli stessi Aerosmith affinché dessero loro una mano a reinciderla e la sinergia creatasi durante la lavorazione ha portato all'idea della realizzazione di un intero capitolo della serie dedicato alla band.
In occasione dell'annuncio di questa espansione dedicata al noto combo statunitense, nel febbraio 2008 la RedOctane rese disponibile, tra le canzoni scaricabili per Xbox 360, la canzone Dream On per un periodo limitato di tempo di soli tre giorni.

## Modalità di gioco
Guitar Hero: Aerosmith ha quattro livelli di difficoltà: Facile, Medio, Difficile e Esperto. Nella modalità Facile, si usano solo i primi tre tasti (verde, rosso e giallo). La modalità Medio introduce il pulsante blu e la modalità Difficile l'arancione. Inoltre, i livelli di difficoltà più alti sono caratterizzati da veloci assoli e più note da suonare. La modalità Esperto non introduce nuovi pulsanti, ma la difficoltà e la velocità delle canzoni è sostanzialmente aumentata fino al punto che il giocatore suona ogni nota della vera canzone, anche se con cinque pulsanti.
Il gioco ha tre modalità di gioco: modalità Carriera, Gioco Veloce e Multigiocatore.
Nella modalità Carriera, il giocatore sceglie un livello di difficoltà e sblocca il seguente blocco di cinque canzoni completandone quattro o cinque di quelle del blocco corrente, in base al livello di difficoltà. Raggiungendo questi blocchi in qualsiasi difficoltà li sblocca per essere giocati nella modalità Gioco Veloce. Continuando la carriera, nuovi luoghi sono sbloccati e il giocatore riceve soldi per sbloccare contenuti aggiuntivi (personaggi, video, chitarre, ecc.).
La modalità Gioco Veloce permette al giocatore di scegliere di suonare una canzone che ha sbloccato o comprato nella modalità Carriera. C'è una lista di record per ogni canzone. I quattro livelli di difficoltà hanno ognuno la propria lista di record.
La modalità Multigiocatore è un "duello di chitarre", due giocatori suonano parti di una canzone selezionata. Diversamente dalle altre modalità, non è possibile fallire una canzone in Multigiocatore, ma il punteggio dice quale dei due giocatori vince.

## Colonna sonora
La tracklist prevede, oltre ai brani degli Aerosmith, anche alcuni brani di gruppi con cui gli Aerosmith hanno diviso il palco o che si sono ispirati alla loro musica. Qui di seguito è riportata la tracklist del gioco: le canzoni in grassetto sono nelle loro versioni originali, mentre le restanti sono cover.
La Formazione del Gruppo
- Dream Police - Cheap Trick
- All the Young Dudes - Mott the Hoople
- Make It - Aerosmith
- Uncle Salty - Aerosmith
- Bis: Draw the Line - Aerosmith

Primi Assaggi di Successo
- I Hate Myself for Loving You - Joan Jett
- All Day and All of the Night - The Kinks
- No Surprize - Aerosmith
- Movin' Out - Aerosmith
- Bis: Sweet Emotion - Aerosmith

Un Ritorno Trionfale
- Complete Control - The Clash
- Personality Crisis - New York Dolls
- Livin' on the Edge - Aerosmith
- Rag Doll - Aerosmith
- Bis: Love in an Elevator - Aerosmith

Superstar Internazionali
- She Sells Sanctuary - The Cult
- King of Rock - Run-D.M.C.
- Nobody's Fault - Aerosmith
- Bright Light Fright - Aerosmith
- Bis: Walk This Way - Aerosmith feat. Run-D.M.C.

Il Grande Gruppo Americano
- Hard to Handle - Black Crowes
- Always on the Run - Lenny Kravitz
- Back in the Saddle - Aerosmith
- Beyond Beautiful - Aerosmith
- Bis: Dream On - Aerosmith

Leggende del Rock and Roll
- Cat Scratch Fever - Ted Nugent
- Sex Type Thing - Stone Temple Pilots
- Joe Perry Guitar Battle - Joe Perry
- Mama Kin - Aerosmith
- Toys in the Attic - Aerosmith
- Bis: Train Kept A Rollin - Aerosmith

Bonus Songs - The Vault
- Walk This Way - Aerosmith
- Rats in the Cellar - Aerosmith
- Kings and Queens - Aerosmith
- Combination - Aerosmith
- Let The Music Do The Talking - Aerosmith
- Shakin My Cage - Joe Perry
- Pink - Aerosmith
- Talk Talkin - Joe Perry
- Mercy - Joe Perry
- Pandora's Box - Aerosmith
- Joe Perry Guitar Battle - Joe Perry

## Accoglienza
La rivista Play Generation lo classificò come il secondo miglior gioco party del 2008. La stessa testata lo considerò uno dei quattro migliori titoli ad avere star della musica come protagonisti.